# Europees hogedrukgebied
Een Europees hogedrukgebied ook wel Europees hoog genoemd is een hogedrukgebied boven Centraal-Europa. Dit hogedrukgebied geeft meestal een zuidwest tot westelijke wind in West-Europa. De zuidwest tot westelijke wind transporteert lucht vanaf de oceaan. 

## Effect
De getransporteerde (meestentijds) onstabiele lucht geeft meestal wisselvallig weer met in de zomer koele en in de winter zachte temperaturen in West-Europa. Juist aan de andere kant van het hogedrukgebied voert een noordelijke stroming (relatief) koude luchtmassa's naar het zuidoosten van Europa. Dit gaat in de winter vergezeld van veel sneeuw en zeer lage temperaturen. In de zomer geeft dit regen. Tijdens de zomermaanden kan het dan koud of warm zijn; dit heeft alles te maken met het brongebied waar de lucht vandaan komt. Vaak is een Europees hoog erg "hardnekkig" en kan dit hoog soms wel weken op z'n plaats blijven liggen. 